# Rastrococcus lamingtoniensis
Rastrococcus lamingtoniensis är en insektsart som beskrevs av Williams 1985. Rastrococcus lamingtoniensis ingår i släktet Rastrococcus och familjen ullsköldlöss. Inga underarter finns listade i Catalogue of Life.